# Artibeus aztecus
Artibeus aztecus är en däggdjursart som beskrevs av K. Andersen 1906. Artibeus aztecus ingår i släktet Artibeus, och familjen bladnäsor. IUCN kategoriserar arten globalt som livskraftig.
Inga underarter finns listade i Catalogue of Life. Wilson & Reeder (2005) skiljer mellan tre underarter. Arten tillhör undersläktet Dermanura som ibland godkänns som släkte.
Artibeus aztecus är en av de mindre arterna i släktet Artibeus. Den norra populationen är med 41,2 till 46,5 mm långa underarmar medelstor och den har brun päls. Populationen i Guatemala och angränsande områden är med 40,0 till 44,8 mm långa underarmar och en svartaktig päls minst. Den sydliga populationen kring Costa Rica är störst med tydlig svart päls. Den har 44,1 till 48,3 mm långa underarmar. Vikten för den minsta och den medelstora populationen varierar mellan 15,3 och 24,5 g. Öronen har inga vita kanter som hos större arter av samma släkte.
Denna fladdermus förekommer i Centralamerika från Mexiko till Panama. Arten lever främst i molnskogar men den hittas även i andra skogar och fruktträdodlingar. Upphittade honor var dräktiga med en unge.
Individerna vilar under större blad, i bergssprickor och i grottor.